# Hydriomena supercincta
Hydriomena supercincta là một loài bướm đêm trong họ Geometridae.